# Donggala
Donggala is een regentschap (kabupaten) in de Indonesische provincie Midden-Sulawesi. Donggala telt 293.700 inwoners (2015). Het regentschap strekt zich uit langs de westkust van het eiland Sulawesi, aan de Straat Makassar. De hoofdplaats van het regentschap is Banawa.
Vroeger was Donggala een van de belangrijkste plaatsen van het eiland Sulawesi, met een grote handelshaven. In de 20e eeuw is de rol van Donggala als politiek en logistiek centrum voor Midden-Sulawesi overgenomen door de naburige stad Palu.
Op 28 september 2018 lag het epicentrum van een zware aardbeving in het regentschap Donggala. Deze aardbeving leidde tot duizenden doden, gewonden en vermisten in Donggala, Palu en omliggende gebieden.